# Flughafen Erzurum

i8
i11
i13
Der Flughafen Erzurum (türkisch Erzurum Havalimanı, IATA-Code: ERZ, ICAO-Code: LTCE) ist ein türkischer Flughafen nahe der Stadt Erzurum. Er wird durch die staatliche DHMI betrieben.

## Geschichte
Der Flughafen wurde 1966 dem Betrieb übergeben und wird militärisch und zivil genutzt. Er verfügt über einen Terminal mit einer Kapazität von 2.000.000 Passagieren im Jahr und drei befestigte Start- und Landebahnen, wovon eine geschlossen ist und eine zweite ein Instrumentenfluglandesystem (ILS) besitzt. Das Vorfeld des Passagierverkehres kann sieben Verkehrsflugzeuge aufnehmen. Für die Benutzung durch die Luftwaffe finden sich weitere kleine Vorfelder und Hangars sowie militärische Ausrüstung.
Die ihm zugeordnete Stadt Erzurum liegt etwa elf Kilometer entfernt. Sie ist mit Taxi, Privatwagen oder Flughafenbus zu erreichen. Vor dem Terminal gibt es einen Parkplatz für 200 Autos.

## Fluggesellschaften und Ziele
Es werden nur Inlandziele bedient.